# Stanisław Łach (duchowny)
Stanisław Łach (ur. 7 marca 1906 w Gorzkowie, zm. 8 czerwca 1983 w Bochni) – polski duchowny katolicki, teolog, biblista, wykładowca egzegezy Starego Testamentu na Katolickim Uniwersytecie Lubelskim, organizator Szkoły Biblijnej KUL, tłumacz w zespole Biblii Tysiąclecia.

## Życiorys
Był synem Antoniego i Marianny z domu Śmietana. Przez 3 lata uczęszczał do szkoły powszechnej w Gorzkowie, zaś przez następne 2 lata do szkoły powszechnej im. S. Jachowicza w Bochni. Po ukończeniu szkoły powszechnej kontynuował przez 4 lata naukę w gimnazjum klasycznym w Bochni, zaś po jego zmianie na gimnazjum humanistyczne przeniósł się do gimnazjum im. K. Brodzińskiego w Tarnowie, aby po 4 latach ukończyć go z wynikiem celującym. Po maturze w 1926 roku wstąpił do Wyższego Seminarium Duchownego w Tarnowie. Święcenia kapłańskie przyjął 29 czerwca 1930 roku. W latach 1930–1932 pracował jako wikariusz w Dębicy, a następnie jako prefekt Męskiego Seminarium Nauczycielskiego w Starym Sączu. W sierpniu 1932 roku został wicekanclerzem Kurii Diecezjalnej, dyrektorem Niższego Seminarium Duchownego oraz sekretarzem biskupa Leona Wałęgi (zm. 1933), a następnie sekretarzem biskupa Franciszka Lisowskiego.
Równocześnie studiował na Wydziale Teologicznym Uniwersytetu Jana Kazimierza we Lwowie i w 1936 obronił pracę doktorską Udział ubogich w dobrach kościelnych. W latach 1936–1938 studiował w Papieskim Instytucie Biblijnym i obronił tam licencjat. W październiku 1938 został wykładowcą Nowego Testamentu oraz prefektem tarnowskiego Seminarium Duchownego.
W sierpniu 1945 uzyskał stopień doktora habilitowanego na Wydziale Teologicznym Uniwersytetu Jagiellońskiego na podstawie pracy Dekalog, ustalenie i wyjaśnienie jego tekstu. Równolegle obok pracy naukowo-dydaktycznej od roku 1947 podjął się budowy kaplicy w Gorzkowie, o której rozbudowę i wyposażenie troskliwie zapobiegał do ostatnich chwil swego życia. W latach 1945–1952 był wicerektorem, a do 1976 wykładowcą tarnowskiego Seminarium Duchownego. W 1952 został pracownikiem Wydziału Teologicznego KUL, początkowo jako zastępca profesora, w 1956 mianowany profesorem nadzwyczajnym, w 1966 profesorem zwyczajnym, w latach 1957-1963 był dziekanem Wydziału, w roku akademickim 1963/1964 prodziekanem. W 1956 zorganizował Szkołę Biblijną przy KUL, kierował Katedrą Egzegezy Starego Testamentu. Przeszedł na emeryturę w 1976.
W latach 60. i 70. (do 1976) był przewodniczącym Sekcji Biblistów Polskich, w 1965 jako pierwszy Polak został konsultorem Papieskiej Komisji Biblijnej (pełnił tę funkcję do 1971). W latach 1972–1977 był członkiem Komitetu Nauk Orientalistycznych PAN, od 1973 członkiem Rady Naukowej Episkopatu Polski.
Dla Biblii Tysiąclecia przetłumaczył Księgę Wyjścia i List do Hebrajczyków. Był jednym z pomysłodawców i redaktorem serii komentarzy KUL do Starego Testamentu, dla której opracował także tłumaczenie oraz komentarze do Księgi Rodzaju (1962), Księgi Wyjścia (1964), Księgi Kapłańskiej (1970), Księgi Liczb (1970), Księgi Powtórzonego Prawa (1971) oraz Księgi Psalmów. Ten ostatni przekład ukazał się w 1990 z uzupełnieniami Jana Łacha. Dla równoległej serii komentarzy KUL do Nowego Testamentu przygotował komentarz z tłumaczeniem do Listu do Hebrajczyków (1959). W 1970 opublikował pracę Rozwój ofiar w religii starotestamentowej, był także redaktorem Wstępu do Starego Testamentu opublikowanego jako podręcznik dla seminariów duchownych w 1973.
Wśród promowanych przez niego doktorów byli Józef Homerski, Zbigniew Kaznowski, Marian Filipiak, Stanisław Stańczyk, Wojciech Ziemba, Antoni Tronina i Julian Warzecha.
Piastował godność prałata Jego Świątobliwości. W dniu 22 stycznia 1983 r. delegacja Senatu KUL uroczyście wręczyła ks. prof. S. Łachowi medal za zasługi dla KUL.
Zmarł w 1983 r. i został pochowany na cmentarzu w Brzeźnicy.